# حاجی‌آباد (براآن جنوبی)
حاجی‌آباد روستایی در دهستان براآن جنوبی بخش مرکزی شهرستان اصفهان استان اصفهان ایران است.

## جمعیت
بر پایه سرشماری عمومی نفوس و مسکن در سال ۱۳۹۵ جمعیت این روستا ۹ نفر (۵خانوار) بوده‌است.